# Crematogaster scelerata
Crematogaster scelerata är en myrart som beskrevs av Santschi 1917. Crematogaster scelerata ingår i släktet Crematogaster och familjen myror.

## Underarter
Arten delas in i följande underarter:
- C. s. scelerata
- C. s. taperensis

## Bildgalleri

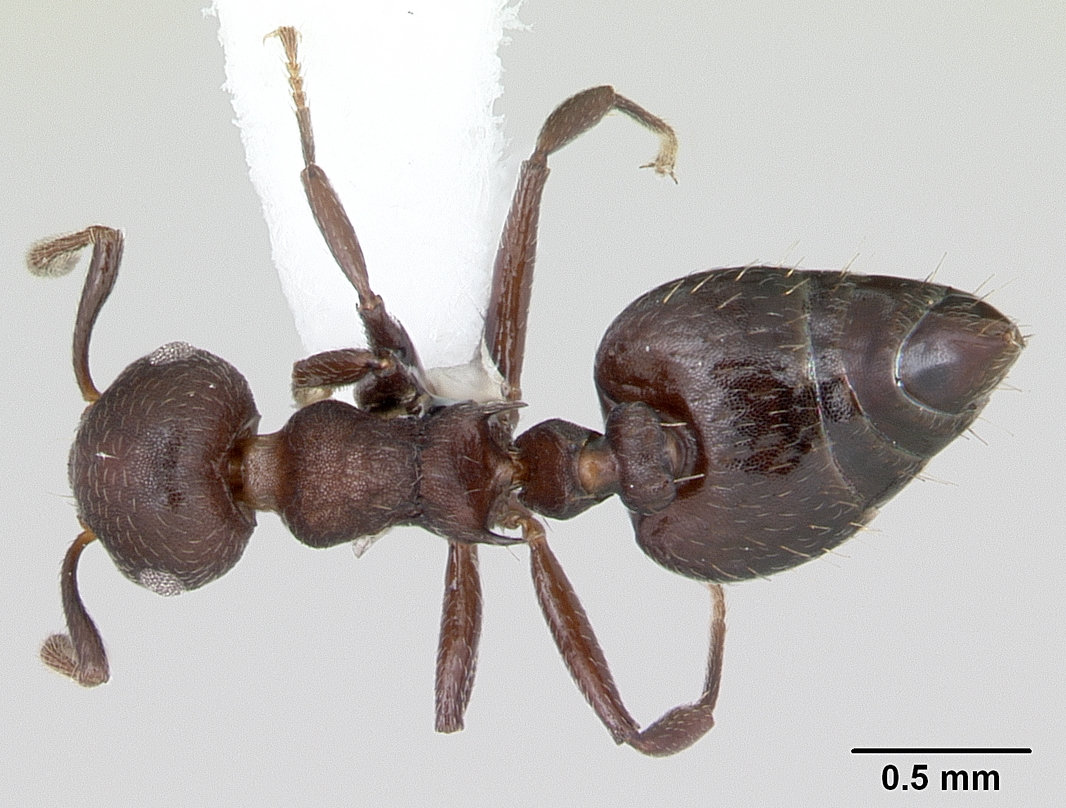
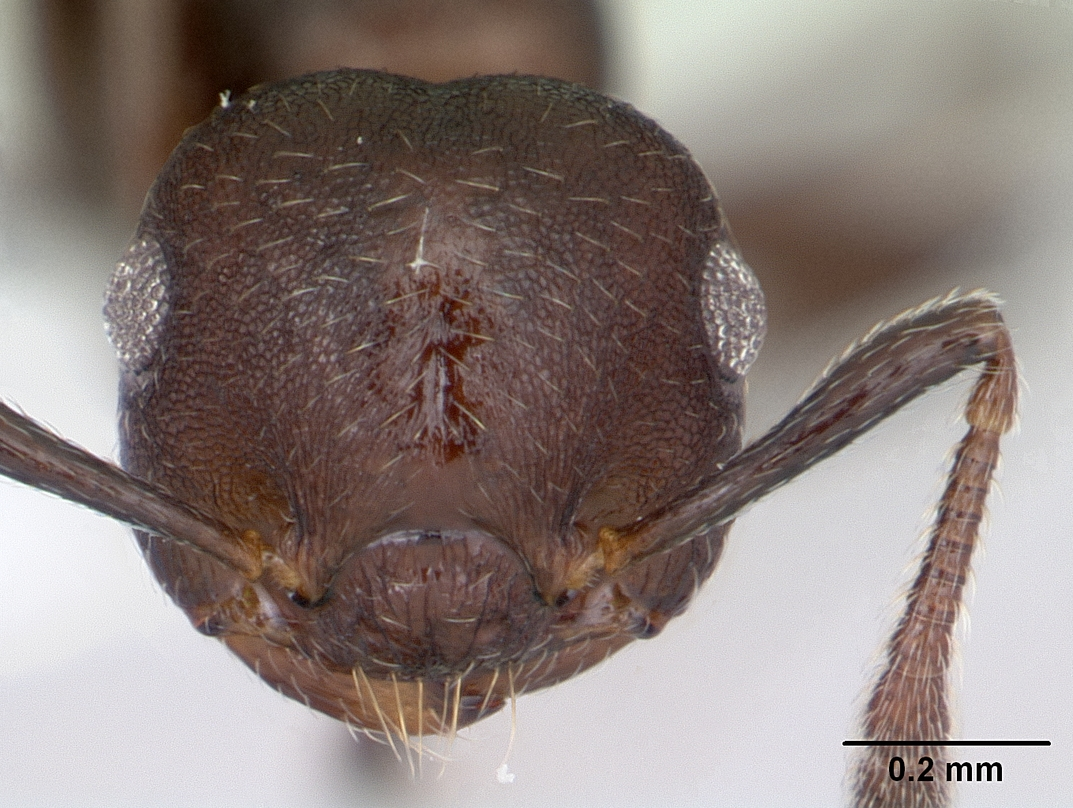
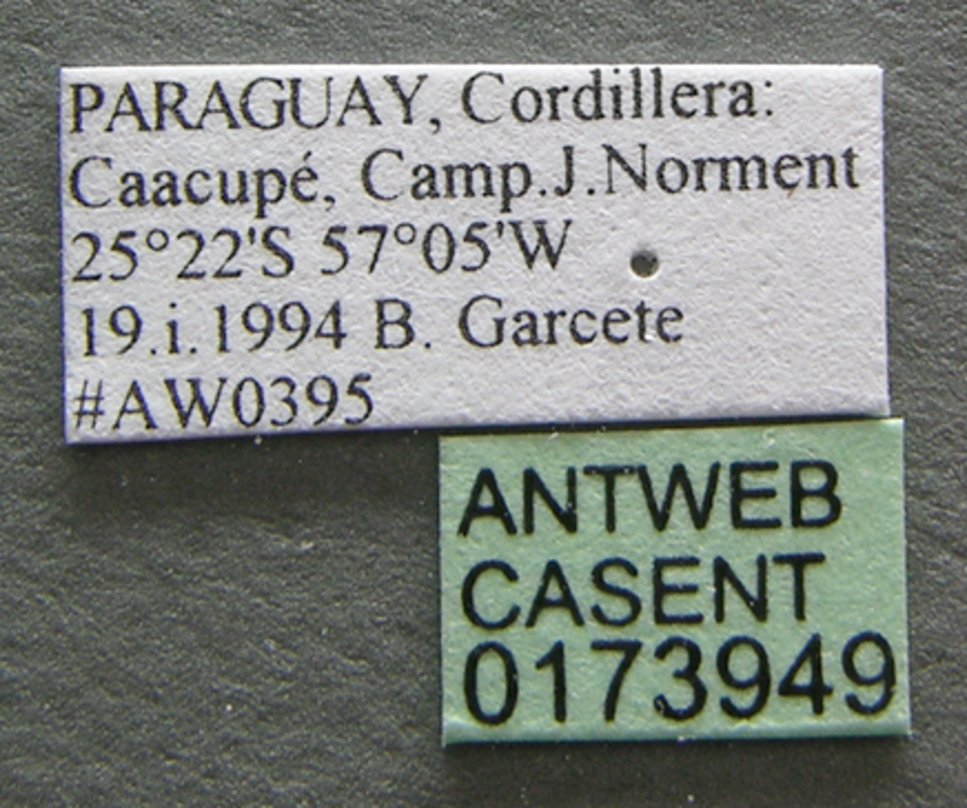
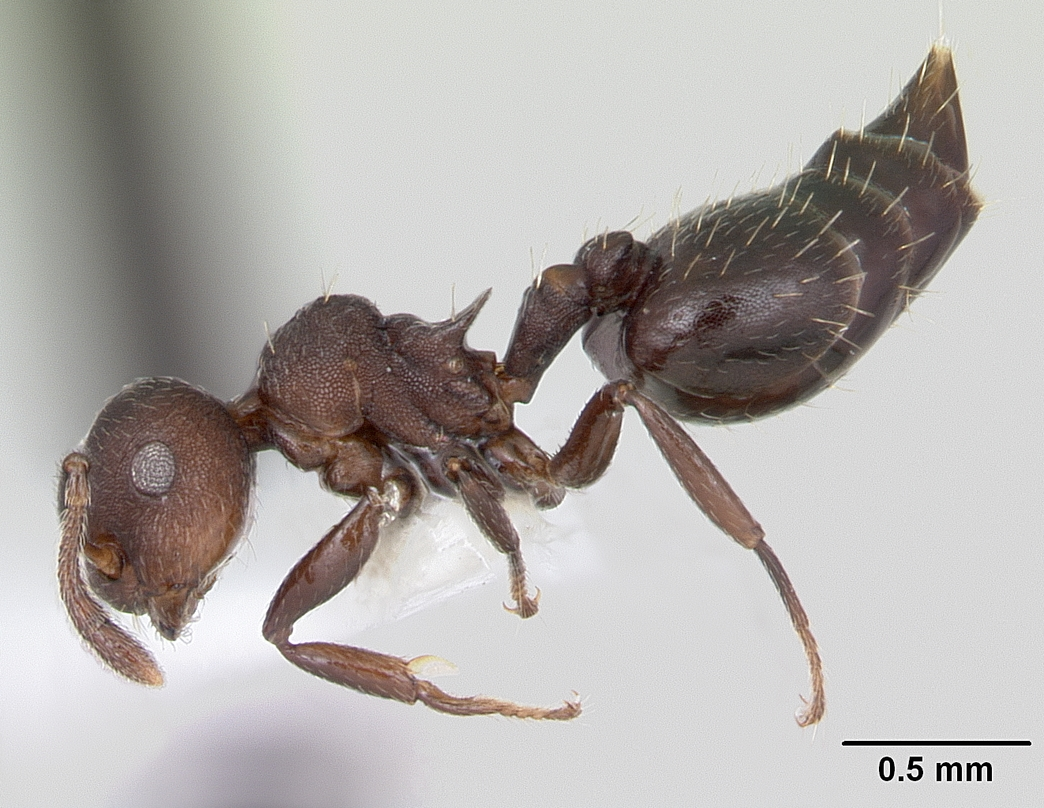